# 신기초등학교 (하동군)
신기초등학교는 대한민국 경상남도 하동군 하동읍 군청로 185-10 (신기리)에 있었던 공립 초등학교이다.

## 연혁
- 1946년 5월 9일 하동국민학교 광평분교로 개교
- 1947년 2월 28일 광평국민학교로 승격
- 1949년 6월 8일 현 교사로 이전
- 1950년 3월 1일 신기국민학교로 교명 변경
- 1983년 3월 1일 병설유치원 개원
- 1996년 3월 1일 신기초등학교로 교명 변경
- 2007년 3월 1일 하동초등학교로 통합